# Alindria australis
Alindria australis is een keversoort uit de familie schorsknaagkevers (Trogossitidae). De wetenschappelijke naam van de soort werd in 1885 gepubliceerd door Louis Albert Péringuey.